# Vit trattkaktus
Vit trattkaktus (Eriosyce curvispina) är en art inom trattkaktussläktet och familjen kaktusväxter, som har sin naturliga utbredning i Chile.

## Beskrivning
Vit trattkaktus är en tillplattat klotformad eller cylindrisk kaktus som blir upp till 30 centimeter hög och 20 centimeter i diameter. Den är uppdelad i 13 till 24 åsar som blir 1 till 2 centimeter höga, och är djupt inskurna mellan areolerna. Längs åsarna sitter taggar som mestadels är uppåtböjda. Taggarna består av 4 till 8 centraltaggar som blir 20 till 30 millimeter långa och har ofta en tjock bas. Runt centraltaggarna sitter 10 till 15 radiärtaggar som blir mellan 10 och 30 millimeter långa. Blommorna blir 3 till 5,5 centimeter långa och 3 till 5 centimeter i diameter. Blommorna är gula och har en röd mittlinje på kronbladen. Frukten är tjockskalig, ihålig och röd när den är mogen.

## Underarter
E. curvispina ssp. curvispina
Huvudarten får blommor som är 5,5 centimeter långa och lika i diameter. Fröna blir cirka 1,2 millimeter stora.
E. curvispina ssp. armata (F.Ritter) Katt. 2001
Denna underart får blommor som är 4,5 centimeter stora och frön som är 1 millimeter stora.
E. curvispina ssp. marksiana (F.Ritter) Ferryman 2005
Den får klart klockformade gula blommor som blir 3 till 4 centimeter stora, och frön som blir cirka 1,5 millimeter stora.

## Synonymer
E. curvispina ssp. curvispina
Cactus curvispinus Bertero ex Colla 1834
Echinocactus curvispinus (Bertero ex Colla) Gay 1848
Malacocarpus curvispinus (Bertero ex Colla) Britton & Rose 1922
Pyrrhocactus curvispinus (Bertero ex Colla) A.Berger 1929
Horridocactus curvispinus (Bertero ex Colla) Backeberg 1940
Neoporteria curvispina (Bertero ex Colla) Donald & G.D.Rowley 1966
Echinocactus horridus Gay 1848
Pyrrhocactus horridus (Gay) Backeberg 1935
Neoporteria horrida (Gay) D.R.Hunt 1987
Echinocactus froehlichianus K.Schumann 1903
Pyrrhocactus froehlichianus (K.Schumann) Backeberg 1935
Horridocactus froehlichianus (K.Schumann) Backeberg 1959
Horridocactus andicola F.Ritter 1959
Pyrrhocactus andicola (F.Ritter) F.Ritter 1959
Pyrrhocactus aconcaguensis F.Ritter 1960
Horridocactus aconcaguensis (F.Ritter) Backeberg 1962
Eriosyce curvispina var. aconcaguensis (F.Ritter) Kattermann 1994
E. curvispina ssp. armata
Pyrrhocactus armatus F.Ritter 1960
Horridocactus armatus (F.Ritter) Backeberg 1962
Neoporteria armata (F.Ritter) Krainz 1967
Eriosyce curvispina var. armata (F.Ritter) Kattermann 1994
Pyrrhocactus choapensis F.Ritter 1960
Horridocactus choapensis (F.Ritter) Backeberg 1962
Neoporteria choapensis (F.Ritter) Krainz 1967
Eriosyce curvispina var. choapensis (F.Ritter) Kattermann 1994
Echinocactus tuberisulcatus Jacobi 1856
Pyrrhocactus tuberisulcatus (Jacobi) A.Berger 1929
Horridocactus tuberisulcatus (Jacobi) Y.Itô 1952
Neoporteria tuberisulcata (Jacobi) Donald & G.D.Rowley 1966
Eriosyce curvispina var. tuberisulcata (Jacobi) Kattermann 1994
Pyrrhocactus limariensis F.Ritter 1980
Neoporteria limariensis (F.Ritter) Ferryman 1991
Eriosyce limariensis (F.Ritter) Katt. 1994
E. curvispina ssp. marksiana
Pyrrhocactus marksianus F.Ritter 1960
Horridocactus marksianus (F.Ritter) Backeberg 1962
Neoporteria marksiana (F.Ritter) Donald & G.D.Rowley 1966